# 石川総陽
石川 総陽（いしかわ ふさはる）は、常陸下館藩の第2代藩主。伊勢亀山藩石川家分家4代。

## 生涯
元禄6年（1693年）、相模小田原藩主・大久保忠増（藩祖石川総長の従兄の子）の七男として誕生した。正徳3年4月9日（1713年5月3日）、先代藩主・石川総茂の養嗣子となって総陽と名を改め、同月13日（5月7日）に将軍・徳川家継に拝謁し、同年12月21日（1714年2月5日）に従五位・播磨守に叙任した。
享保18年9月16日（1733年10月23日）の総茂の死去により、同年11月4日（12月9日）に遺跡を継ぎ雁間詰となる。元文5年10月7日（1740年11月25日）、養嗣子の総候に家督を譲って隠居し、延享元年（1744年）4月10日に52歳で死去した。

## 系譜
父母
- 大久保忠増（実父）
- 向井氏 ー 側室（実母）
- 石川総茂（養父）

養子
- 石川総候 ー 大久保総比の三男